# Аргот Ідантід (скіф)
Аргот, син Іданта (грец. Ἀργότας) — представник правлячої династії скіфів на Боспорі 2-ї третини II ст. до н. е.
У 170—150 рр. до н. е. відомий як чоловік боспорської цариці Камассарії (донька Спартока та сестра і дружина покійного Перісада III, мати Перісада IV Філометора), що на думку деяких вчених є свідченням союзних відносин між Тавроскіфією та Боспором. У Неаполі Скіфському знайдено залишки мавзолею-героону Аргота, який було збудовано на території міста, зразу за центральною брамою та перед порталом царського палацу, його будівництво датовано близько 135—130 рр. до н. е. «…Розташування мавзолею … безумовно свідчить про те, що Скілур надавав цьому монументу виняткове значення… імовірним виглядає і перехід влади в Скіфії від Аргота до Скілура…».
Етимологія імені:
- грец. Ἀργότας < д. ір. *arəg-ṷat- — укр. «володіючий цінним знанням»;[4]

## Аргот Ідантід в епіграфічних пам'ятках

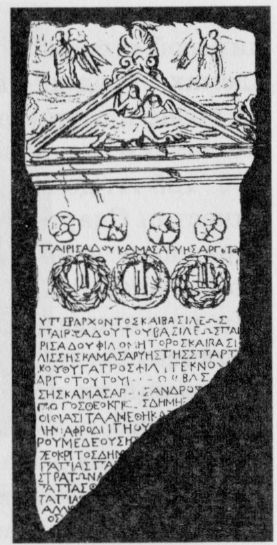

- Текст епітафії Арготу та переклад на українську мову.

грец. 
Λαΐνεον τόδε σημα μεγαυχ[ήτοι]ο έ[στησεν]
[’Α]ργοτου у Σκυθίης κοίρανος ίπποβό[του]
[αί]ζηοις δέ λιπόντα ποθην προσ[ηκοντα] άγευς
[εί]νεκεν Ελλάνων στέργε φιλο[φροσύνης]
[π]ολλά δέ κ[αί ί]σχΰσι [προ]καμών [πάτρης έπί πλήθη]
Θραικών Μαιω[τών τ’’" Αρει] όπιν κίδα[σεν]
υίεις δ[έ έξήκο]ντα κόρας ϊσας τε [έφυσεν]
θρέψα[ς δ’ άντί] νυ τοϋ παιδός’ ’Ιδ[ανθιδος]
укр. 
Кам'яне  це поховання поставив славетному вельми 
Скіфії владар, на кінськії вигони щирой, Арготу. 
Тугу за родичем він богобійну мужам заповідав
шани заради й приязні заради нащадків еллінів.
Став велесильно на захист вітчизни та на племена тих
фраків й меотів Арея покару наслав й розпорошив.
Він породив і синів шістдесят, і дочок саме стільки 
й виховав їх як Ідантова сина.
- CIRB 75 / КБН 75[6]

укр. Перісад. Камасарія. Аргот. За царя і архонта Перісада, сина царя Перісада, Філометроса (люблячого матір) і цариці Камасарії, дочки Спартока, Філотекни (люблячої сина) і Аргота, сина І[дан]та, цариці Камасарії чоловіка…

## Інші відомі на сьогодення згадки цього імені та історичні персони з даним ім'ям
Аргот (грец. Άργοτας)  — гіпотетично скіфський династ, попередник Аріапейта, чи представник династії, ім'я якого відоме з наразі втраченої «каблучки Скіла».